# Relaciones Chile-Estonia
Las relaciones Chile-Estonia se refiere a las relaciones internacionales establecidas entre la República de Chile y República de Estonia. 

## Historia
El 22 de septiembre de 1921, Estonia fue admitida en la Liga de las Naciones, lo que significó el reconocimiento de iure por parte de Chile, votando a favor de su admisión.
Antes de la Segunda Guerra Mundial, Chile tuvo dos Cónsules Honorarios en Estonia – Hans Vinnal (1922) y Juhan Nichtig (1929).
Chile reconoció nuevamente la independencia de Estonia el 28 de agosto de 1991, y se establecieron relaciones diplomáticas el 27 de septiembre de 1991.

## Embajadores y cónsules
Los embajadores de Chile ante Estonia (todos concurrentes desde Helsinki) han sido.:
- Lucio Parada (1992-1994)
- Jaime Pardo (1994-1997)
- Montserrat Palou (1997-2002)
- Ignacio González Serrano (2004-2007)
- Carlos Parra Merino (2007-2010)
- Eduardo Tapia Riepel (2011 - )

Estonia no ha nombrado embajadores ante Chile. En 2006 se nombra un Cónsul Honorario de Chile en Tallin, el ciudadano chileno, Henton Figueroa En febrero de 2010 se nombra Cónsul Honorario en Tartu al Rector de la Universidad de Tartu, el ciudadano estonio Alar Karis.

## Encuentros bilaterales

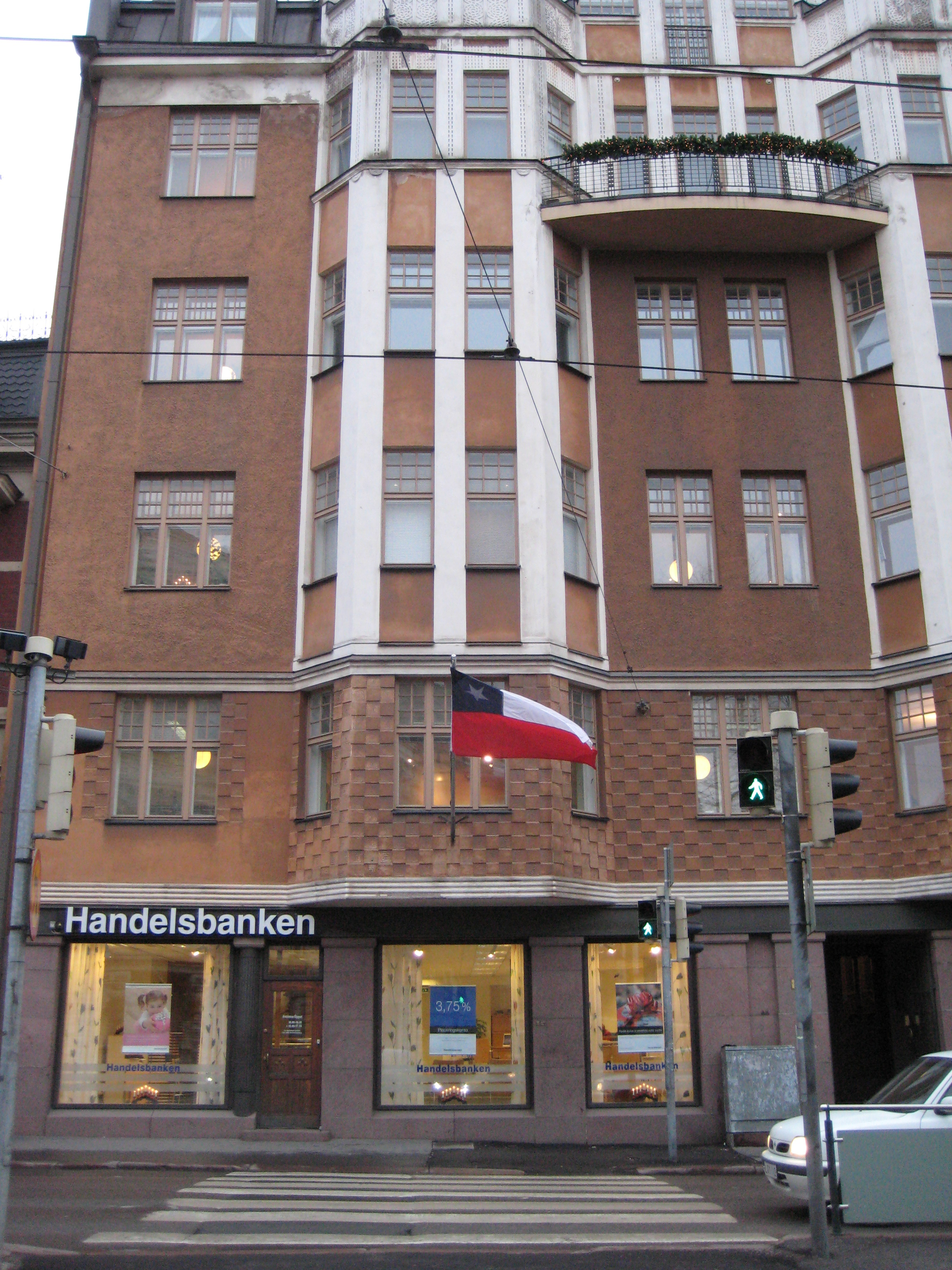
Embajada de Chile en Helsinki, Finlandia, concurrente en Estonia.

- Septiembre de 1994: Los congresistas Carlos Dupré Silva y Gutenberg Martínez visitan Estonia.[1]
- Mayo de 1995: La Directora para Asuntos de Europa de DIRECON, Carmen Marticorona visita Estonia.[1]
- Mayo de 2000. Juan Ariztía Matte, uno de los consultores chilenos más respetados en el campo de la reforma de pensiones, expone en una conferencia en Tallin, denominada “Prepararse para la Reforma de Pensiones”.[1]
- Noviembre de 2000: El Ministro de RREE de Estonia Toomas Hendrik Ilves visita Chile.[1]
- Septiembre de 2003: Los senadores Fernando Flores y Alejandro Foxley visitan Estonia. En dicho país pudieron observar la aplicación de la tecnología de la información en la administración pública.[1]
- Marzo de 2005: En el marco de un seminario llevado a cabo en Tallin, en relación con el Acuerdo de Asociación Chile-UE, el Subsecretario de Agricultura, Arturo Barrera visita Estonia.[1]
- En abril de 2007, entre El Ministro de RREE de Estonia, Urmas Paet, con el Subsecretario de RREE Alberto van Klaveren en Santo Domingo, en el marco del encuentro de Cancilleres de la UE y del Grupo de Río.[1]
- En noviembre de 2007, el Secretario Ejecutivo de la Comisión Nacional de Riego, Nelson Pereira, visita Tallin y la Universidad de Tartu.[3]
- En mayo de 2008, en el marco de la V Cumbre ALC-UE en Lima, se reunieron la presidenta Michelle Bachelet y el primer ministro de Estonia, Andrus Ansip.[3]
- En junio de 2009, el director general de Relaciones Económicas Internacionales, Carlos Furche, visita Estonia.[3]

## Relaciones comerciales
En 2022, el intercambio comercial entre ambos países ascendió a los 18,3 millones de dólares estadounidenses, lo que supuso un -1,3% de crecimiento promedio anual en los últimos cinco años. Los principales productos exportados por Chile fueron ciruelas secas, nueces y uvas secas, mientras que Estonia exportó mayoritariamente convertidores eléctricos estáticos y aparatos audiovisuales.